# Jean Meslier
Jean Meslier o Jean Mellier (Mazerny, 15 de junio de 1664-Étrépigny, 17 de junio de 1729) fue un sacerdote católico y filósofo de la Ilustración francesa. Se conoció de su existencia a partir de la publicación que hizo Voltaire en 1762, bajo el título de Extrait des Sentiments de Jean Meslier, de un texto que presentaba como extracto de otro más extenso, en el cual este cura profesaba con determinación su ateísmo y realizaba una crítica radical de las injusticias sociales y políticas de su tiempo. Este texto, cuyo título original es Mémoires des pensées et sentiments de Jean Meslier, «Memoria de los pensamientos y sentimientos de Jean Meslier», es considerado como el texto fundador del ateísmo y del anticlericalismo militante en Francia.

## Biografía
Hijo de un trabajador de la pequeña industria de la sarga, o bien propietario y fabricante de lana del pueblo de Mazerny, Gérard Meslier (o Mellier), y de Symphorienne Braidy, estudió en la escuela pública de su parroquia, donde el cura párroco entrevió sus dotes intelectuales. Por esta razón pudo continuar sus estudios en el seminario de Reims. Ordenado sacerdote en 1688 y muy estimado por sus superiores, el 7 de enero de 1689 fue nombrado párroco de Étrépigny y de Balaives en su región natal de las Ardenas. En ese lugar y ese cargo permanecerá hasta su muerte. Tenía por amigos a otros dos párrocos, los señores Voiri (párroco de Guignicourt) y Delavaux (o Laveaux, párroco de Boulzicourt) quienes inhumaron su cuerpo en el jardín de la casa parroquial sin asentar ningún acta de defunción en los registros de su parroquia.
Los elementos biográficos consignados por Voltaire en sus Cartas a Su Alteza el Príncipe de *** sobre Rabelais, etc. están viciados de numerosos errores; habría que esperar muchos años, hasta la obra de Maurice Dommanget (1965) para contar con la primera biografía seria.
Según Voltaire, elegía como criadas mujeres que no habían alcanzado la edad canónica, su conducta escandalizaba y le valió amonestaciones y castigos por parte de las autoridades eclesiásticas. Sus diferencias con el noble señor local le habrían acarreado otras. En realidad, de cara a los maltratos que infligía el señor de Touilly (Anthoine de Touilly, caballero, señor de Cléry, Saint-Martin-sur-Barre y Pouilly) a los campesinos de su parroquia, el párroco Jean Meslier comenzó a denunciarlo desde el púlpito. A partir de entonces, el Señor de Touilly no sólo ordenó hacer sonar sistemáticamente sus cornos de caza contra los ventanales de la iglesia a la hora de los oficios, sino que también recurrió al obispo de Reims, Monseñor de Mailly, del cual obtuvo fácilmente el apoyo contra el osado cura. Severamente reprendido por el obispo, el párroco dejó entonces de denunciar a Touilly, reservando sus pensamientos y opiniones para expresarlos en su explosivo escrito póstumo.
Pensador aislado, nutrido de ideas que no podía compartir, tenía una biblioteca que, aparte de la Biblia, los Padres de la Iglesia y los documentos de los concilios, reunía autores latinos como Tito Livio, Séneca, Tácito, Flavio Josefo, así como también obras de Montaigne, Giulio Cesare Vanini, La Bruyère, La Boétie, Pascal, Malebranche, Fénelon y el diccionario filosófico de Bayle.

## Pensamiento

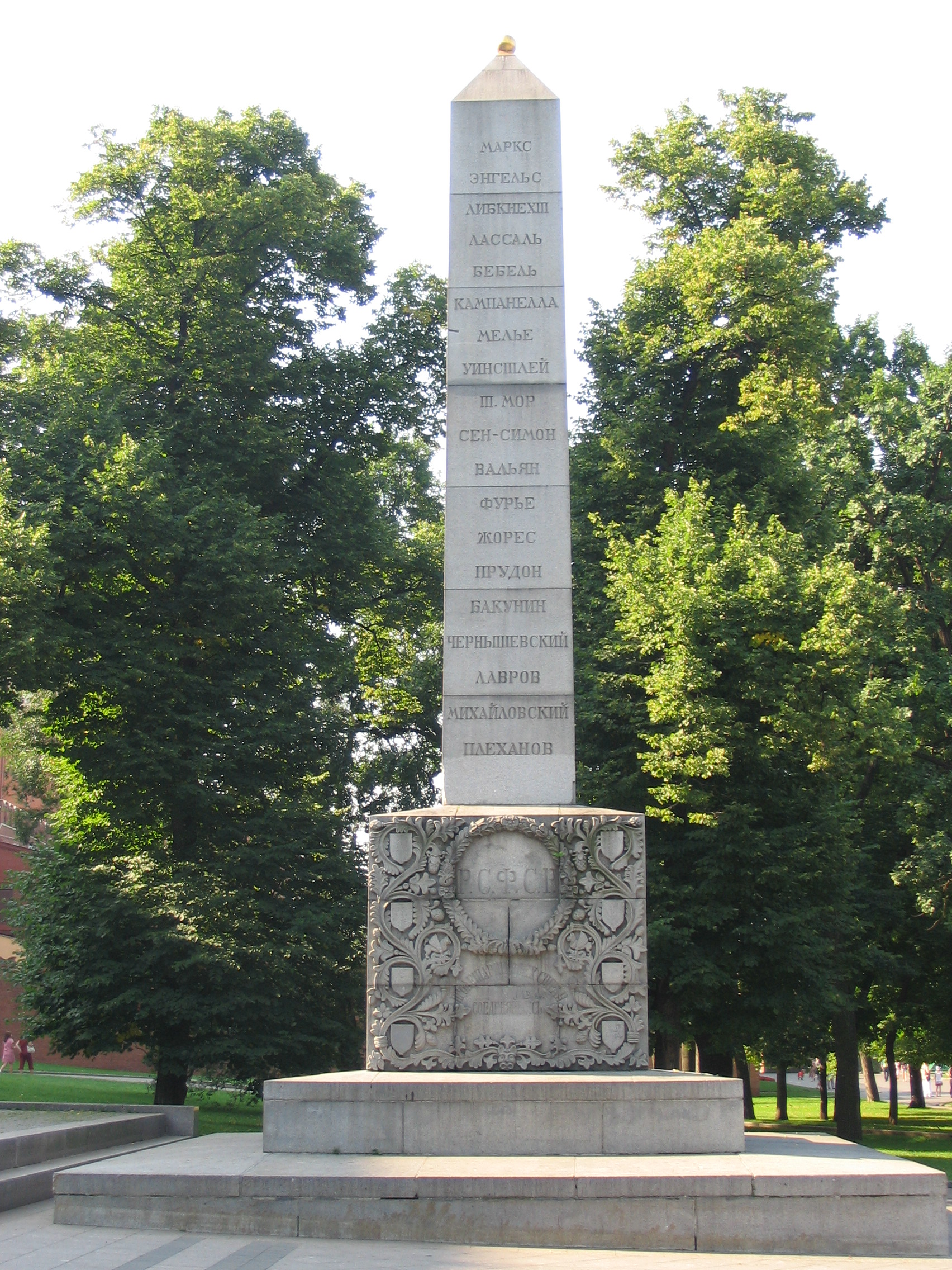
Obelisco de los pensadores socialistas, en el jardín Alexandrovski de Moscú, en el que figura Meslier en el 7.º lugar.

En su obra póstuma Mémoire des pensées et des sentiments de Jean Meslier ("Memoria de los pensamientos y opiniones de Jean Meslier") también conocida como "Testamento de Jean Meslier", escrita en los últimos años de su vida, Meslier presenta "demostraciones claras y evidentes de la vanidad y falsedad de todas las divinidades y de todas la religiones del mundo". En ella habla por primera vez y sin tapujos de la inexistencia de Dios y critica con dureza a la Iglesia, la religión, Jesús, Dios, la aristocracia, la monarquía, y denuncia con violencia inaudita la injusticia social, el pensamiento idealista, la moral cristiana del dolor, y profesa al mismo tiempo un tipo de comunitarismo anarquista, una filosofía materialista original para su tiempo. Las anteriores palabras están tomadas en gran parte de Michel Onfray, gran admirador de Meslier.

### Texto del Testamento
A fines del mes de junio de 1729, Jean Meslier, cura de la parroquia de Étrépigny desde hacía 40 años, deja al momento de su muerte un sobre que contenía dos documentos, el primero consistente en una introducción al segundo:

« Ya no creo más que deba tener aún dificultades para decir la verdad. No sé bien lo que pensaréis de eso, ni lo que diréis, no tanto lo que diréis de mí, de haberme metido tal pensamiento en la cabeza, y semejante designio en el espíritu. Vosotros consideraréis tal vez este proyecto como un rasgo de locura y temeridad en mí...»

Meslier, así como los iconoclastas y contra los iconódulos, ve en las estatuas e imágenes de las iglesias, ídolos. Acusa a los sacerdotes y a los exégetas de interpretar la Biblia para su conveniencia, de mantener su influencia sobre el pueblo utilizando el miedo y de guardar completo silencio cómplice frente a los abusos de los poderosos:

«Vosotros adoráis efectivamente débiles imagencillas de pasta y de harina, y honráis imágenes de madera y de yeso, e imágenes de oro y de plata. Os divertís, señores, interpretando y explicando figuradamente, alegóricamente y místicamente escrituras vanas que vosotros no obstante llamáis santas y divinas; les dáis el sentido que queréis; les hacéis decir todo lo que se os antoja por medio de esos bonitos supuestos sentidos espirituales y alegóricos que forjáis para ellos, y que les destináis con el objeto de encontrar en ellas, y de hacer encontrar en ellas supuestas verdades que no son tales, y que no lo fueron jamás. Vosotros os encendéis discutiendo vanas cuestiones de gracia suficiente y eficaz. Y por otra parte, arremetéis contra el pueblo pobre, lo amenazáis con el infierno eterno por pecados minúsculos, mientras que no decís nada contra los robos públicos, ni contra las injusticias escandalosas de los que gobiernan los pueblos, los saquean, los exprimen, los arruinan, los oprimen, y que son la causa de todos los males y de todas las miserias que los agobian.»

Meslier intenta también refutar los argumentos a favor de la existencia de Dios. De entrada, señala su incapacidad para probar nada de manera certera. Por ejemplo, el argumento ontológico se basa en una definición preestablecida de Dios. El ataque por parte de Meslier contra las "pruebas" de la existencia de Dios se basa en un libro de Fenelón, "Demostración de la existencia de Dios" (Démonstration de l'existence de Dieu) del cual se propone refutar las tesis. Una de sus refutaciones de Fenelón lo hace entrar en una exposición verdaderamente materialista del mundo. Fenelón postula el hecho de que Dios es un ser que es por sí mismo (es necesario y no contingente), y que sobrepasa por lo tanto a todos los otros grados del ser (él es perfecto). Para Meslier, este razonamiento no vale nada: « el ser es por sí mismo aquello que es, y no sabría ser más que lo que es, pero de esto no se sigue que sea infinitamente perfecto en su esencia.» Que sea necesario no implica que sea obligatoriamente perfecto: el único ser necesario es la materia. Inspirándose en Descartes Meslier propondrá también la existencia de verdades eternas, pero éstas no hacen referencia a un Dios creador: ellas existen desde toda la eternidad, así como el mundo y la materia. Si bien Meslier no pone en cuestión el cogito presenta al cuerpo y al pensamiento como un único fruto de la materia:

« No vemos ni sentimos ni conocemos ciertamente nada en nosotros que no sea materia. ¡Quitadnos los ojos! ¿Qué veremos? Nada. Quitadnos los oídos. ¿Qué oiremos? Nada. Quitadnos las manos. ¿Qué tocaremos? Nada, sino muy impropiamente por medio de otras partes del cuerpo. Quitadnos la cabeza y el cerebro. ¿Qué pensaremos, qué conoceremos? Nada. »

Para Meslier, no somos nada sin la materia, y es inútil creer que alguna cosa pueda existir fuera de ella. Para él, si la materia es eterna, no se puede justificar su creación. Se opone a los cristianos que sostienen la creación ex nihilo (de la nada) y piensa que Dios no puede crear el tiempo si esta creación misma se inserta dentro del tiempo. No ve cómo se puede crear el espacio, ni dónde estaba Dios antes de crearlo, o el tiempo que tardó en crear el tiempo mismo. Para Meslier, el alma es material y mortal:

« Todos nuestros pensamientos, todos nuestros conocimientos, todas nuestras percepciones, todos nuestros deseos y todas nuestras decisiones son modificaciones de nuestra alma. Es preciso reconocer también que ella está sujeta a diversas alteraciones, que son principios de corrupción, y que por consiguiente, que ella misma no es ni incorruptible ni inmortal.»

### Lecturas contemporáneas
He aquí otras citas tomadas del libro Los ultras de las Luces de Michel Onfray:
"Jean Meslier condensa bajo una sotana toda la dinamita que mina el siglo XVIII. Este sacerdote [...] proporciona el arsenal conceptual del pensamiento de las Luces en su vertiente radical. [...] ¿Su obra? Un único libro, pero ¡qué libro! [...]. Un libro maldito de un autor maldito; un libro genial de un pensador genial..." (pp. 45-46)
"El cura Meslier es ateo, el primero en afirmar también clara, radical y netamente que Dios no existe, que la religión pertenece al dominio de la impostura y que es menester una filosofía postcristiana [...]. Una obra filosófica que, sin riesgo de exagerar, se puede comparar con una bomba [...]. Meslier inaugura en Occidente una aspiración postcristiana" (pp. 50-51)
"El cura Meslier propone el primer pensamiento ateo de la historia occidental" (p. 59)
Su libro "expresa por primera vez en la historia esta idea de un universo liberado de Dios, que lleva a una visión coherente del mundo, esto es, inmanente y materialista" (p. 60)
"A Meslier le toca anunciar por primera vez la muerte de Dios desde el punto de vista filosófico" (p. 62).
"Además de ser el primer (filósofo) ateo, Meslier tiene otro título de gloria, pues brilla en el cielo de las ideas por su realización de la primera deconstrucción del cristianismo" (p. 63)
Voltaire publicó en 1762 una antología del libro con el título de Testament, muy edulcorada, donde se desdibujaba el ateísmo radical del texto original.

## Bibliografía

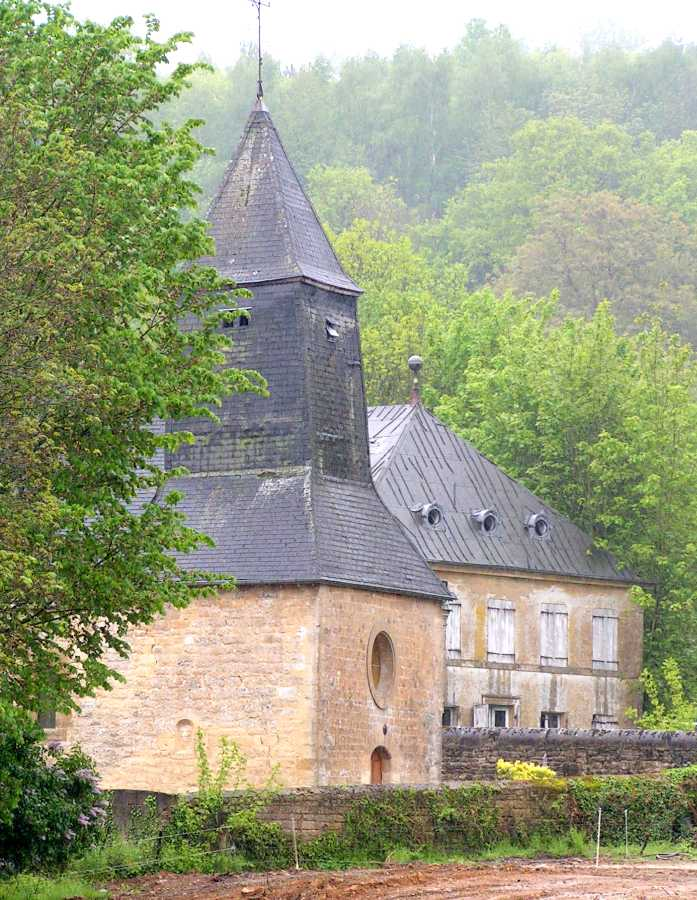
Iglesia de Étrépigny, donde Meslier ofició de 1689 a 1729.